# Antonio Bongiovanni
Antonio Bongiovanni est un littérateur et philologue italien du XVIIIe siècle, né à Perarolo di Cadore (Vénétie) en 1712, mort à Venise le 12 mars 1762.

## Biographie
Antonio Bongiovanni nait aux environs de Vérone en 1712. Élevé d’abord par un frère qui est archiprêtre à Lonigo, il fait le reste de ses études à Padoue, avec de bons professeurs. Il en sort, également versé dans le latin, le grec, l’hébreu, la théologie, le droit civil et le droit canon, et reçu docteur dans ces dernières facultés.
Il se fixe à Venise, où il se lie intimement avec le savant Anton Maria Zanetti, garde de la Biblioteca Marciana. Ils entreprennent ensemble, et achèvent les catalogues des manuscrits grecs, latins et italiens de cette riche bibliothèque, qui paraissent sous ces deux titres :
- Græca D. Marci Bibliotheca codicum manuscriptorum per titulos digesta, Venise, 1740, in-fol.
- Latina et Italica D. Marci Bibliothec. codicum manuscriptorum, Venise, 1741, in-fol.

Le sénat, satisfait de cet ouvrage, en récompense chacun des deux auteurs par le don d’une médaille d’or d’un très grand poids.
Bongiovanni publie de plus :
- Græca Scholia scriptoris anonymi in Homeri Iliados lib. I, ex vetusto cod. bibl. Venet. Anton. Bonjoannes eruit, latine interpretatus est, notisque illustravit, Venise, 1740, in-4°.
- Leontii monachi Hierosolymitani quædam ad historiam ecclesiasticam spectantia, etc. Ces ouvrages du moine Léonce, traduits du grec en latin par Bongiovanni, et accompagnés de notes et observations savantes, ont été insérés dans le t. 6 de la Nova Collectio sanctissimorum conciliorum et decretorum du P. Mansi, Lucques, 1752, in-fol.
- Libanii sophistæ Orationes XVII, Antonius Bonjoannes nunc primum e manuscriptorum codd. eruit, latine vertit, nolisque illustravit, Venise, 1754, in-4°.
- Theodoreti Opuscula duo nunc primum vulgata, Venise, 1759, in-4°, etc.

Antonio Bongiovanni meurt à Venise le 12 mars 1762.

## Sources
- « Bongiovanni (Antoine) », dans Louis-Gabriel Michaud, Biographie universelle ancienne et moderne : histoire par ordre alphabétique de la vie publique et privée de tous les hommes avec la collaboration de plus de 300 savants et littérateurs français ou étrangers, 2e édition, 1843-1865 [détail de l’édition]